# Ânkhouennéfer (rebelle)
Pour l’article homonyme, voir Ânkhouennéfer.
Ânkhouennéfer (égyptien ancien : ꜥnḫ-wnn-nfr « Puisse Onnophris vivre » ; grec ancien : Χαόννωφρις Khaónnōphris), également connu sous le nom d'Ânkhmakis, est le successeur d'Hérouennéfer, un dirigeant rebelle qui contrôla une grande partie de la Haute-Égypte sous les règnes de Ptolémée IV et Ptolémée V. Son règne dure d'environ 200 à 186 av. J.-C.

## Règne
Ânkhouennéfer succède à Hérouennéfer en Haute-Égypte entre 201 et 199,; la date exacte reste floue. Ses origines sont également inconnues, mais il pourrait s'agir d'un parent d'Hérouennéfer. Une inscription à Philae laisse entendre qu'Ânkhouennéfer est le fils d'Hérouennéfer. Quoi qu’il en soit, Ânkhouennéfer rencontre une situation difficile au début de son règne. Hérouennéfer avait été tué au combat et les rebelles perdirent leur capitale de Thèbes soit peu avant, soit après l'avènement d'Ânkhouennéfer. L'armée ptolémaïque avait une garnison non seulement à Thèbes, mais aussi à Syène, plus au sud. Selon l'égyptologue Toby Wilkinson, Ânkhouennéfer fait marcher « audacieusement » ses forces restantes vers le nord, où il pille et dévaste autant que possible pour perturber les lignes d'approvisionnement ptolémaïques. Le chef rebelle est probablement aidé par le déclenchement de nouvelles rébellions anti-ptolémaïques dans le delta du Nil et par la cinquième guerre syrienne entre le royaume ptolémaïque et l'empire séleucide. En 200 av. J.-C., une grande partie de l'armée ptolémaïque est détruite par les Séleucides lors de la bataille de Panion ; cela permet à Ânkhouennéfer de renforcer son régime. L'offensive des rebelles vers le nord jusqu'à Lycopolis (actuelle Assiout) réussit à forcer la garnison ptolémaïque à se retirer de Thèbes vers ses bastions les plus au sud.
Bien qu'ayant reconquis la Thébaïde, Ânkhouennéfer reste en proie non seulement aux loyalistes ptolémaïques, mais également à une invasion du royaume de Koush venant du sud. Ces derniers exploitent le chaos en Égypte pour étendre leur royaume le long du Nil, notamment dans la région connue sous le nom de Dodécaschène. En 197 ou 196 av. J.-C., les Ptolémées lancent une contre-offensive et reprennent Lycopolis,; cette ville peut ou non avoir été tenue par des rebelles fidèles à Ânkhouennéfer. Par la suite, Ptolémée V est officiellement couronné pharaon à Memphis. Privées des riches régions du nord de l'Égypte, les forces d'Ânkhouennéfer sont progressivement affaiblies. Le royaume de Kouch poursuit également sa pression depuis le sud. L'armée ptolémaïque s'avance vers le sud, reprenant la province de Sauty après de violents combats et capturant Thèbes en 191. Ânkhouennéfer se retire à la frontière de Kouch et réussit à enrôler des troupes nubiennes pour sa cause. L'historien Alan B. Lloyd soutient que ces Nubiens étaient peut-être intéressés par la protection des temples d'Amon à Thèbes. Son dernier bastion a  pu être Syène. La guerre continue jusqu'à environ 186 av. J.-C., lorsque l'armée égypto-nubienne d'Ânkhouennéfer est vaincue de manière décisive. Le fils d'Ânkhouennéfer est tué dans les combats, et il est capturé.
Ânkhouennéfer est emprisonné, mais a pu être épargné par Ptolémée V après l'intervention des prêtres égyptiens en sa faveur. De nombreux rebelles du sud bénéficient d’une amnistie. Dans les mois suivants, l'armée ptolémaïque anéantit les rebelles restants dans le delta.
Dans l’ensemble, on sait peu de choses sur les détails de son règne car la plupart des archives ont été détruites.